# Палау на Светском првенству у атлетици у дворани 2004.
Палау је дебитовао на 10. Светском првенству у атлетици у дворани 2004. десет година од стицања независности и добијања статуса самосталне државе. Првенство је одржано у Будимпешти од 5. до 7. марта. Репрезентацију Палауа представљао је један атлетичар који се такмичиои у трци на 200 метара.
Представник Палауа није освојио ниједну медаљу али је оборио национални рекорд.

## Учесници
Мушкарци:
- Расел Роман — 200 м

## Резултати

### Мушкарци
| Атлетичар   | Дисциплина | Лични рекорд | Квалификације | Квалификације | Полуфинале           | Полуфинале           | Финале               | Финале       | Детаљи |
| Атлетичар   | Дисциплина | Лични рекорд | Резултат      | Место         | Резултат             | Место                | Резултат             | Место        | Детаљи |
| ----------- | ---------- | ------------ | ------------- | ------------- | -------------------- | -------------------- | -------------------- | ------------ | ------ |
| Расел Роман | 200 м      |              | 23,68 НР      | 4. у гр. 6    | Није се квалификовао | Није се квалификовао | Није се квалификовао | 25 / 26 (28) |        |